# Codex Palatinus germanicus 2

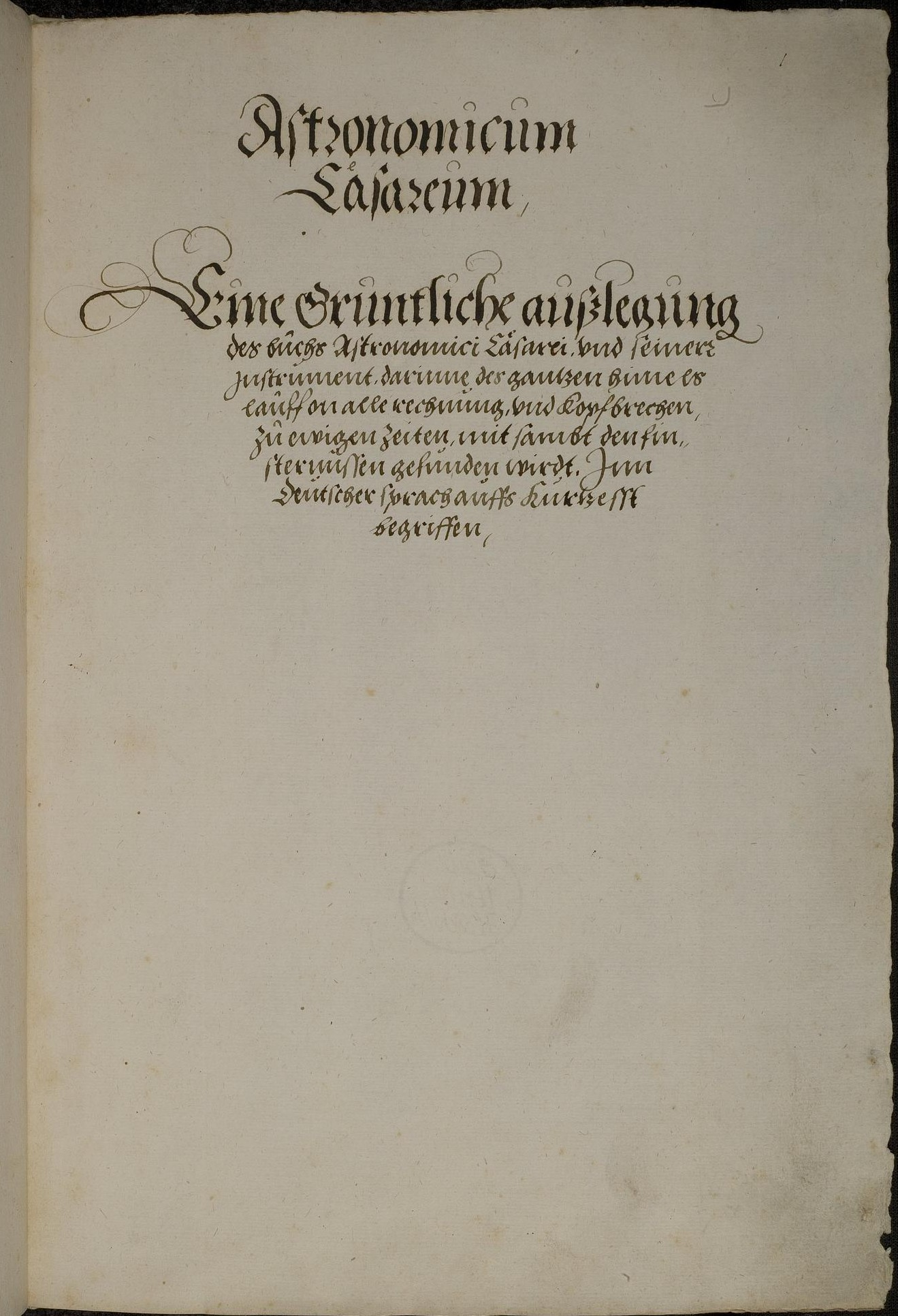
Cod. Pal. germ. 2, Blatt 1r: Petrus Apian, Astronomicum Caesareum (Titelblatt)

Der Codex Palatinus germanicus 2 ist eine frühneuzeitliche Handschrift der ehemaligen Bibliotheca Palatina in Heidelberg. Der Codex gehört zu den Codices Palatini germanici, den deutschsprachigen Handschriften der Palatina, die seit 1816 in der Universitätsbibliothek Heidelberg aufbewahrt werden; Signatur der UB-Heidelberg und gängige fachwissenschaftliche Bezeichnung ist Cod. Pal. germ. 2 (Kurzform: Cpg 2).
Der Codex enthält eine Abschrift von Petrus Apians zusammenfassender deutschsprachiger Ausgabe seines Druckwerks Astronomicum Caesareum.
Die Handschrift entstand zwischen 1540 und 1581, vermutlich in Heidelberg.

## Beschreibung

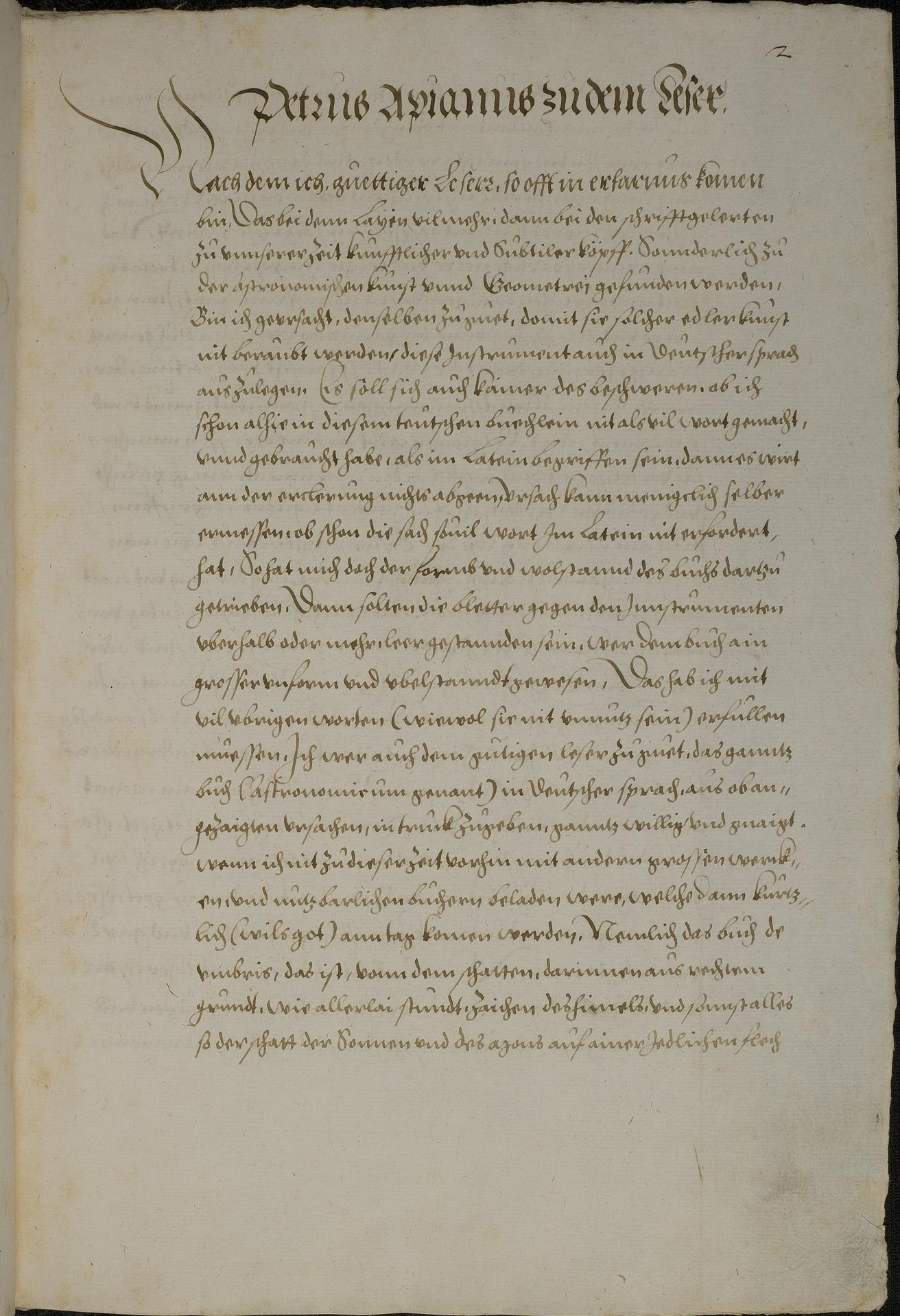
Cod. Pal. germ. 2, Blatt 2r: Petrus Apian, Astronomicum Caesareum, „Petrus Apianus zu dem Leser“ (Vorrede)

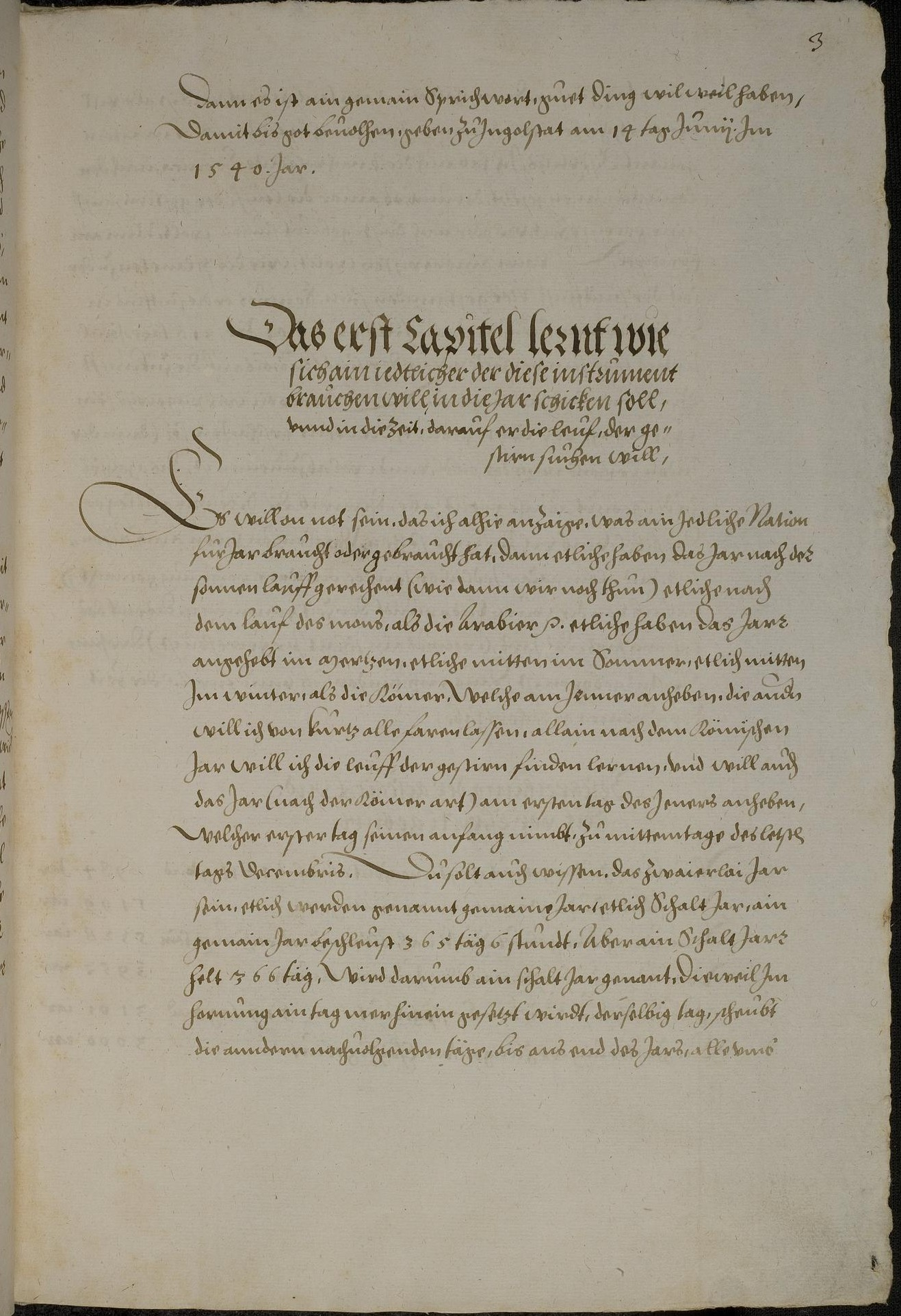
Cod. Pal. germ. 2, Blatt 3r: Petrus Apian, Astronomicum Caesareum, „Das erst Capitel“

Der Codex ist eine Papierhandschrift mit 40 Blättern, 34 davon beschrieben. Die Foliierung des 17. Jahrhunderts erfolgte ohne Zählung der Blätter; die leeren Blätter 34a–34e wurden später mit einer modernen Zählung versehen.
Die Blattgröße des Codex beträgt 32,1 × 22,2 cm, dabei ist ein Schriftraum von 23,5 × 13,5–15 cm beschrieben mit 25 bis 28 Zeilen pro Seite. Durchgehende Schriftform ist eine Kurrentschrift des 16. Jahrhunderts, die Überschriften sind in Kanzleischrift ausgeführt. Alle Blätter sind von einer Hand geschrieben.
Die Pappeinbindung und der Pergamentrücken wurden 1970 hinzugefügt; ein altes Kopert blieb erhalten und ist der Handschrift beigelegt.

## Herkunft
Cod. Pal. germ. 2 entstand zwischen 1540 und 1581. Die Vorlage der Handschrift, ein Druck aus der Druckerei Apians, entstand 1540. Und bei der Katalogisierung der Bibliotheca Palatina 1581 gehörte die Handschrift schon zum Inventar der Stiftsbibliothek der Heidelberger Heiliggeistkirche.
Wahrscheinlich entstand die Handschrift auch in Heidelberg; im Besitz Pfalzgraf Ottheinrichs befand sich wahrscheinlich spätestens 1558 (Ottheinricheinband aus diesem Jahr) ein Exemplar des Drucks, das später in die Vatikanische Apostolische Bibliothek (BAV) gelangte und dort blieb. Dieses Exemplar könnte die direkte Vorlage gewesen sein.
Die Schreibsprache ist hochdeutsch mit bairischen Schreibeigentümlichkeiten.
Wie die anderen Handschriften der kurfürstlich-pfälzischen Bibliotheken kam der Codex nach der Eroberung der Kurpfalz im Dreißigjährigen Krieg 1622 nach Rom in den Besitz der Vatikanischen Bibliothek und wurde mit den anderen deutschsprachigen Beständen der Palatina im Rahmen der Regelungen während des Wiener Kongresses erst 1816 nach Heidelberg zurückgeführt.

## Inhalte
Auf den Blättern 1r–34v enthält der Codex eine sehr genaue Abschrift der deutschen Druckausgabe von Petrus Apians Astronomicum Caesareum aus dessen eigener Druckerei in Ingolstadt. Der deutschsprachige Druck ist eine Zusammenfassung ohne Bilder seines großen Kompendiums zum astronomischen Wissen seiner Zeit, dass er im selben Jahr 1540 in lateinischer Sprache als Druck mit vielen handcolorierten Darstellungen vorgelegt hatte.